# Sonderkommando der Kaiserlichen Marine in der Türkei
Das Sonderkommando der Kaiserlichen Marine in der Türkei war ein von 1914 bestehender, unabhängig operierender Verband der deutschen Kaiserlichen Marine, welcher direkt an Kaiser Wilhelm II. berichtete.

## Geschichte des Sonderkommandos

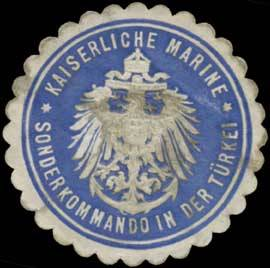
Siegelmarke der Dienststelle

Das Sonderkommando, Anfang August 1914 aufgestellt, erreichte Ende August 1914 Konstantinopel, wobei dieses aus ca. 550 Angehörigen der Kaiserlichen Marine bestand. Die Aufgabe des Sonderkommandos war der Ausbau der türkischen Küstenverteidigung im Bereich der Meerengen Bosporus und Dardanellen.
Zeitgleich zur Aufstellung des Sonderkommandos wurde daher der Admiral Johannes Merten reaktiviert und als Kommandant der Befestigungen der Dardanellen eingesetzt, welcher dann auch Verbindungsoffizier zur türkischen Marine war. Später wurde der Posten dem Sonderkommando zugeordnet.
Die für die Aufgabe verfügbaren Mittel waren äußerst gering, und der Leiter des Sonderkommandos Guido von Usedom behalf sich mit dem Ausbau von Küstenstellungen, teilweise ohne Personal für die Besetzung der weiter landeinwärts gelegenen Forts zu haben. Außerdem ließ Usedom Minenfelder legen. Mitte Februar 1915 war es dem Sonderkommando gelungen, die schwere Artillerie in den wichtigsten Forts entlang der Meerengen zu bemannen und ausgedehnte Minenfelder in den Meerengen legen zu lassen. Auf diesen Minen sanken im Verlauf der Dardanellenoperation unter anderem das französische Linienschiff Bouvet und die britischen Linienschiffe Irresistible und Ocean.

## Leiter des Sonderkommandos
- Admiral Guido von Usedom

## Chef des Stabes
- unbekannt
- Kapitän zur See Friedrich von Kühlwetter: von Januar 1915 bis März 1915
- unbekannt
- Kapitän zur See Friedrich Richter: von Oktober 1915 bis September 1917
- Kapitän zur See Paul Kettner: von September 1917 bis Kriegsende

## Gliederung
Mitte Oktober 1914
- Türkische Generalinspektion der Küstenartillerie
- Delegierte des Türkischen Großen Hauptquartiers für Dardanellen und Bosporus
- Lehrbatterien Dardanellen und Bosporus
- Waffenverteidigung Dardanellen und Bosporus
- Marine-Etappe Konstantinopel

Mai 1916
- Kommandant der Befestigungen der Dardanellen
- Kommandant der Befestigungen des Bosporus
- Waffenverteidigung Dardanellen und Bosporus
- Minensuch-Division
- Küsteninspektion
- Waffeninspektion (dem Türkischen Großen Hauptquartier unterstellt)

Ende des Krieges 1918
- Wasserflieger-Abteilung
- Seeflugstationen Chanak (Dardanellen) und Kawak (Bosporus)
- Kommandant der Befestigungen der Dardanellen
- Waffenverteidigung Dardanellen
- Minensuch-Divisionen Bosporus (I. und II.) und Dardanellen (III.)

## Bekannte Personen
- Fregattenkapitän Gerhard von Janson: von der Aufstellung bis Mai 1915 I. Admiralstabsoffizier
- Korvettenkapitän Fritz Wossidlo: von der Aufstellung bis September 1915 im Sonderkommando, anschließend bis Mitte April 1918 Kommandant der Befestigungen des Bosporus
- Kapitän zur See Viktor Reclam: von September 1915 bis Dezember 1916 Inspekteur der Küstenbefestigungsinspektion
- Kapitän zur See Waldemar Pieper: 1915 Inspektor der Waffeninspektion